# Sibel Kekilli
Sibel Kekilli, née le 16 juin 1980 à Heilbronn dans le Bade-Wurtemberg en Allemagne de l'Ouest, est une actrice de cinéma allemande d’origine turque. 
Elle devient célèbre auprès du grand public grâce à son rôle dans le film Gegen die Wand (« Contre le mur »), diffusé en France sous le titre Head-On, de Fatih Akin.

## Biographie

### Famille
Sibel Kekilli est née le 16 juin 1980 à Heilbronn dans le Bade-Wurtemberg en Allemagne de l'Ouest.
La famille de Sibel Kekilli est d'origine turque, de la ville de Kayseri[réf. nécessaire] dans le Nord-Est de la Cappadoce. 

### Carrière
Après avoir participé à quelques films classés X (de 2001 à 2002 sous divers pseudonymes), qui lui coûtèrent d'être violemment rejetée par sa communauté, Sibel Kekilli est remarquée par un directeur de casting qui lui propose de passer une audition pour Head-On. Elle remporte le choix du réalisateur Fatih Akın, et devient célèbre pour sa prestation de Sibel dans ce film, pour lequel elle reçoit de nombreuses récompenses internationales.
Son rôle dans le film Head-On de Fatih Akin la rend connue auprès du grand public.
Pour ses performances dans Head-On et L'Étrangère, elle reçoit à deux reprises la plus prestigieuse récompense du cinéma allemand — les Lola (Deutscher Filmpreis).
En 2011, elle renforce sa notoriété internationale en jouant le personnage récurrent de Shae, maîtresse de Tyrion Lannister, dans la série télévisée américaine Game of Thrones. Durant la même année, elle fait partie du jury des longs métrages du 46e festival international du film de Karlovy Vary. 
En 2017, elle fait partie du jury de la compétition du 8e Festival international du film d'Odessa.

### Prise de position
Elle milite depuis de nombreuses années à Hambourg, au sein de Terre des femmes, une association qui lutte contre les violences faites aux femmes, les crimes d’honneur, les mariages forcés et l’excision. Elle en est l'une des ambassadrices depuis 2004.

## Filmographie

### Cinéma
- 2004 : Head-On (Gegen die Wand) de Fatih Akin – Sibel
- 2005 : Kebab Connection d’Anno Saul – l'Italienne
- 2006 : Le Voyage d'hiver (Winterreise) de Hans Steinbichler – Leyla
- 2006 : Fay Grim de Hal Hartley – la concierge du premier hôtel à Istanbul
- 2006 : The Last Train (Der letzte Zug) de Dana Vávrová et Joseph Vilsmaier – Ruth Zilbermann
- 2006 : Eve dönüş d'Ömer Uğur – Esma
- 2006 : Pihalla de Tony Laine – Laura
- 2010 : L'Étrangère (Die Fremde) de Feo Aladag – Umay
- 2011 : What a Man de Matthias Schweighöfer – Nele
- 2012 : Die Männer der Emden de Berengar Pfahl – Salima Bey
- 2017 : Im Feuer –
- 2019 : Berlin, I Love You – Yasil

### Télévision
- 2009 : Nachtschicht (épisode Blutige Stadt) – Layla
- 2010 : Glanz le magnifique (Gier) (épisodes Mit Glanz und Gloria et Das Duell) – Nadja Hartmann
- 2010 : Der Kommissar und das Meer (épisode Ein Leben ohne Lügen) – Ivonne Baumann
- 2010 : Mordkommission Istanbul (épisode In deiner Hand) – Fatma Benli
- 2010 : Tatort (épisodes Borowski und eine Frage von reinem Geschmack, Borowski und der coole Hund et Borowski und die Frau am Fenster) – Sarah Brandt
- 2012-2014 : Game of Thrones (série télévisée, 20 épisodes) – Shae

### Vidéos
- 2007 : Aus Liebe wollt ich alles wissen, vidéoclip du groupe Rosenstolz

### Autres participations
- 2019 : L'étrangère, chanson interprétée en duo avec Andréel

## Distinctions
- 2004 : Prix du film allemand de la meilleure actrice pour Head-On
- 2004 : Bambi pour Head-On
- 2006 : Orange d'or de la meilleure actrice du festival du film d'Antalya pour Eve dönüş
- 2010 : Prix du film allemand de la meilleure actrice  pour L'Étrangère
- 2010 : Prix de la meilleure actrice au festival du film de Tribeca  pour L'Étrangère
- 2011 : Prix de l’interprétation féminine du Festival international du film de femmes de Salé 2011 pour L'Étrangère